# ماركوس ماورو لوبيز غوتيريز
ماركوس ماورو لوبيز غوتيريز (بالإسبانية: Marcos Mauro) (9 يناير 1991 في الأرجنتين - ) هو لاعب كرة قدم أرجنتيني في مركز الدفاع. لعب مع نادي هويسكا.

## وصلات خارجية
- ماركوس ماورو لوبيز غوتيريز على موقع قاعدة بيانات كرة القدم.إي يو (الإنجليزية)
- ماركوس ماورو لوبيز غوتيريز على موقع Soccerway.com (الإنجليزية)